# Ям (крепость)
Ям (Яма, Ямгород) — уничтоженная крепость на берегу реки Луги в границах современного города Кингисеппа в Ленинградской области. Объект культурного наследия России федерального значения.
Основана в 1384 году новгородским боярином Иваном Фёдоровичем для защиты западных рубежей Новгородской республики. Ко времени основания представляла собой передовой образец русского крепостного зодчества, а потому отлично показала себя при осадах XIV—XV веков. В ходе последней из них серьёзно пострадала, а потому была полностью перестроена. Также подверглась модернизации в составе Московского княжества, но к концу XV века потеряла пограничное значение в связи с постройкой Иван-города.
В конце XVI — начале XVII века крепость была дважды захвачена шведами, в 1612 году, согласно Столбовскому миру, перешла под их владение. В 1658 году была осаждена русскими войсками, но штурм был отбит защитниками детинца. В результате шведами было принято решение о перестройке крепости с сохранением последнего. Крепостные башни и стены были взорваны, но постройку бастионной крепости завершить не успели — в 1703 году крепость была взята русскими войсками. По указу Петра I бастионные укрепления были достроены, но практически сразу крепость окончательно утратила военное значение, так что её остатки были снесены в 1781 году по указу Екатерины II, а бастионные укрепления заброшены. На руинах крепости был разбит парк.

## Название
Слово «Ям» пришло в русский язык из монгольского: так называлась система доставки ханской почты. На Руси этим словом стали называть дорожные почтовые станции, расположенные на важных дорогах и делившие их на отрезки. После передачи крепости шведам, произошедшей в 1612 году, за крепостью в русском языке закрепилось названия «Ям-город» или просто «Ямгород», шведы же называли её «Ямбург».

## История

### Новгородская республика
Согласно летописным свидетельствам, крепость Ям была заложена в 1384 году на предположительном месте дорожной станции у переправы через Лугу. Построена каменная крепость была всего за 33 дня. О необходимости строительства укреплённого пункта на Луге говорит также то, что в этом участвовала, по выражению летописца, «вся волость новгородская», в том числе самые видные люди Новгорода. Руководили строительством все пять кончанских воевод во главе с Иваном Фёдоровичем: Осип Захарович, Юрий Онцифорович, Фёдор Тимофеев и Степан Борисов, а также многие другие «бояре и житные люди». Крепость была построена на правом (восточном) берегу переправы через Лугу, бывшей местом пересечения сухопутного и водного путей из Новгорода в Европу. Вдобавок, Ям связали дорогой с другой крепостью — Копорьем, что позволяло в короткий срок подвести оттуда резервы для обороны. В это же время наблюдалось заселение окрестных земель русским полувоенным населением, что позволяло иметь людской резерв в случае обороны крепости. Наряду с ними, вероятно, на льготных условиях, к крепости было переселено некоторое количество различных городских жителей и основан городской посад, позднее выросший в город.
Уже спустя 11 лет — в 1395 году крепость была осаждена шведами, но успехом осада не увенчалась: гарнизон крепости во главе с князем Константином обратил их в бегство. Два года спустя уже рыцари Ливонского ордена разграбили несколько сёл в окрестностях Яма, но приблизиться к крепости не рискнули.
В ходе Новгородско-ливонской войны Ям принял на себя первый удар — в 1443 году ливонское войско выжгло посад и разрушило пристань. Несмотря на то, что послы пытались представить это как самостоятельное решение военачальника, уже осенью 1444 года крепость была осаждена крупным ливонским войском, вооружённым, в числе прочего, прусской бомбардой, а также крупными и мелкими орудиями. Защитники Ямгорода под командованием суздальского князя Василия Юрьевича, находившегося на новгородской службе, пушечным огнём в ходе артиллерийской дуэли уничтожили бомбарду, а сильно поредевшее войско осаждавших было обращено в бегство. В 1447 году Ливонский орден повторно пытался взять крепость: для этого, кроме своего войска из Нарвы, орден получил помощь от Пруссии: несколько вспомогательных отрядов, артиллерию с опытными артиллеристами, оружие и обоз. Сражение, согласно ливонским источникам, длилось 13 дней и завершилось победой новгородцев, пришедших со своей артиллерией на подмогу осаждённым. Ливонские войска отступили, понеся большие потери, однако успели разграбить многие деревни — отдельные отряды добрались до Невы и Ижоры.
С заключением в 1448 году перемирия встал вопрос о ремонте повреждённой обстрелами крепости. Вдобавок, имеющиеся защитные сооружения устарели и уже не могли противостоять появившимся тогда пушкам. Так что по распоряжению новгородского архиепископа Евфимия II, выехавшего в Ям, старая крепость в 1449 году была разобрана, и на её месте построили новую, более крупную и современную.

### Русское государство

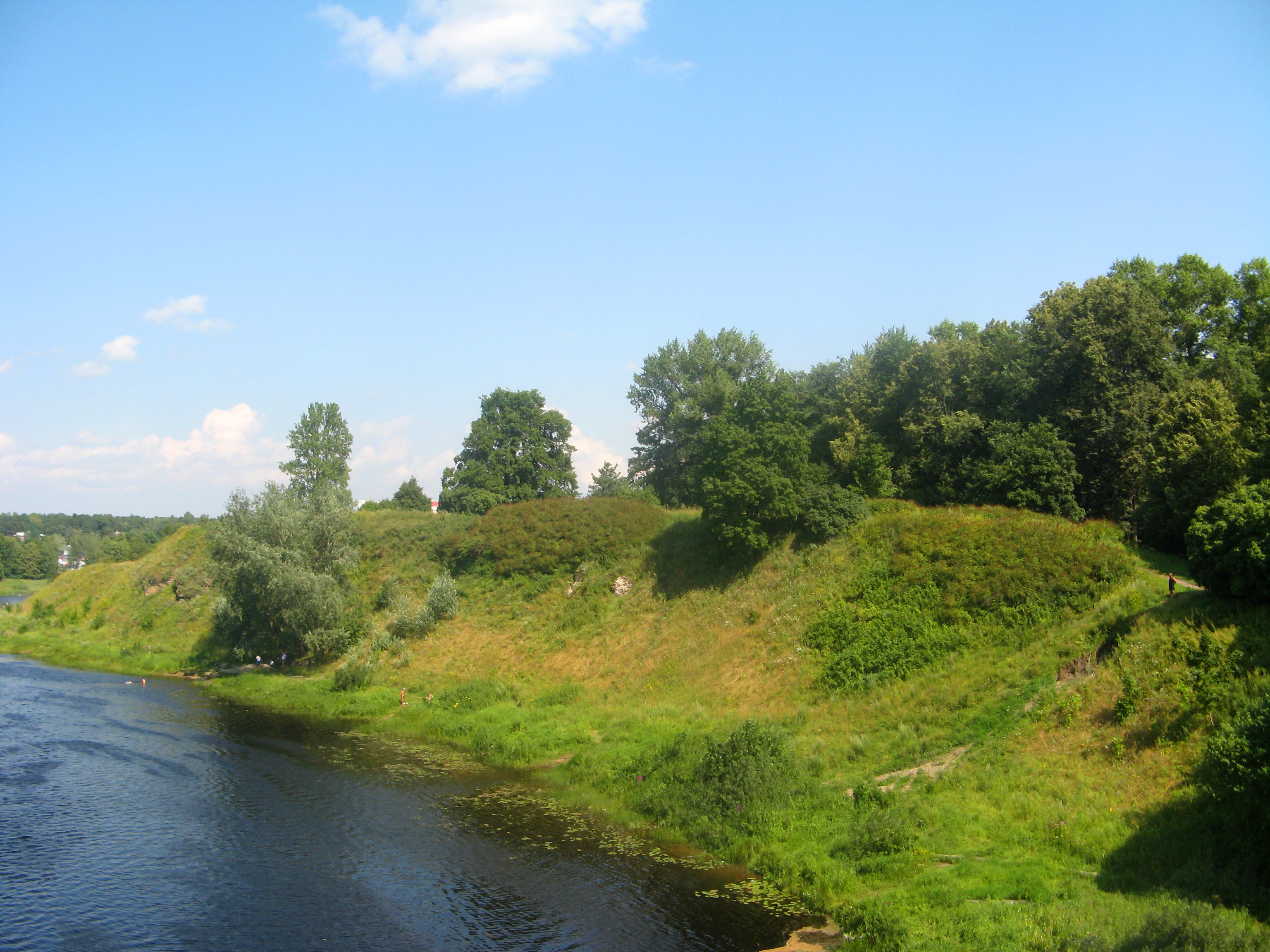
Валы крепости со стороны Луги

В 1478 году, когда Новгородская республика вошла в состав Московского княжества, крепость Ям, оставшуюся пограничной, отремонтировали, а посад обнесли деревянными укреплениями. В 1492 году для усиления границ Иван III распорядился построить на дороге в Ливонию новую крепость в непосредственной близости от Нарвы. В 1490-е годы Ям в числе других крепостей северо-запада был модернизирован. Ям-город, выросший к этому моменту вокруг крепости, стал центром торговли на всей реке Луге и окрестных землях, в его околоградье по Писцовой книге Водской пятины находилось 67 селений общей численностью в 393 двора.

### Шведское королевство
В 1580 году, когда Россия была занята Ливонской войной, шведский король Юхан III решил захватить русские земли, прилегающие к Балтике. Для этого он направил войско во главе с Понтусом Делагарди на захват крепостей региона, итоговой целью которого было взятие Новгорода. 28 сентября 1581 года шведское войско захватило Ям, также к этому времени были захвачены Копорье, Корела, Ивангород и Нарва. В 1590 году в результате осады, длившейся 3 дня, крепость перешла обратно в русское владение, что было закреплено договором, заключённым 25 мая 1595 года в деревне Тявзино.
В 1612 году, в разгар Смутного времени, шведское войско снова захватило Ям. В 1617 году между Россией и Швецией в деревне Столбово был подписан мирный договор, согласно которому во владение шведов перешла и крепость Ям. В 1633 году через Ям-город, который шведы называли Ямбург, проследовало голштинское посольство, описавшее некрупную крепость, имеющую 8 башен и высокие каменные стены.
В ходе Русско-шведской войны, в 1658 году, русским войскам в ходе штурма Яма удалось войти в крепость, но шведы, засевшие в детинце, смогли отбить все атаки. Попытки взять детинец штурмом успехом не увенчались из-за отсутствия тяжёлой осадной артиллерии, а применение ломовой пищали успеха также не принесло, так что русские войска были вынуждены отступить из уже частично занятой крепости. В 1681 году крепостные сооружения были обследованы Эриком Дальбергом, который позднее писал королю о плохом состоянии крепости, отметив, впрочем, высокое качество постройки. Также он указывал на то, что ни Ям, ни Копорье ни разу не ремонтировались с тех пор, как были захвачены Швецией, а посему, так как подобные работы обошлись бы казне слишком дорого, Дальберг предлагал снести обе крепости, дабы лишить противника возможных зимних квартир. Это подтолкнуло шведов к модернизации крепости Ям — в 1682 году крепостные сооружения были, за исключением детинца, взорваны при помощи 40 бочек пороха. На этом месте были начаты работы по насыпке новой крепости бастионного типа, которые, однако, так и не были завершены к началу Северной войны.

### Российская империя
В 1700 году Ямбург сдался наступавшим войскам Петра I без боя, но последовавшее за этим поражение под Нарвой вынудило русские войска оставить крепость. 13 мая 1703 года отряд под командованием генерал-майора Н. Г. Вердена вышел к Ямбургу и начал обстреливать крепость. На следующий день гарнизон выслал барабанщика с просьбой о почётной капитуляции, которая была принята. При этом гарнизон был отпущен в Нарву, а тем, кто пожелал остаться, это было позволено. Также была сохранена шведская форма названия города. Бастионная крепость по указанию Петра с 15 мая по осень 1703 года была достроена под руководством генерал-фельдмаршала Б. П. Шереметева, но перестраивать крепость в камне не стали — после взятия Нарвы и Дерпта граница отодвинулась на запад, и Ямбург использовали исключительно для содержания небольшого гарнизона на случай морского десанта шведов. При перестройке был сохранён детинец, каменные стены которого были встроены в земляные куртины новой крепости. В то же время в крепости был размещён гарнизон с 53 орудиями разных калибров.

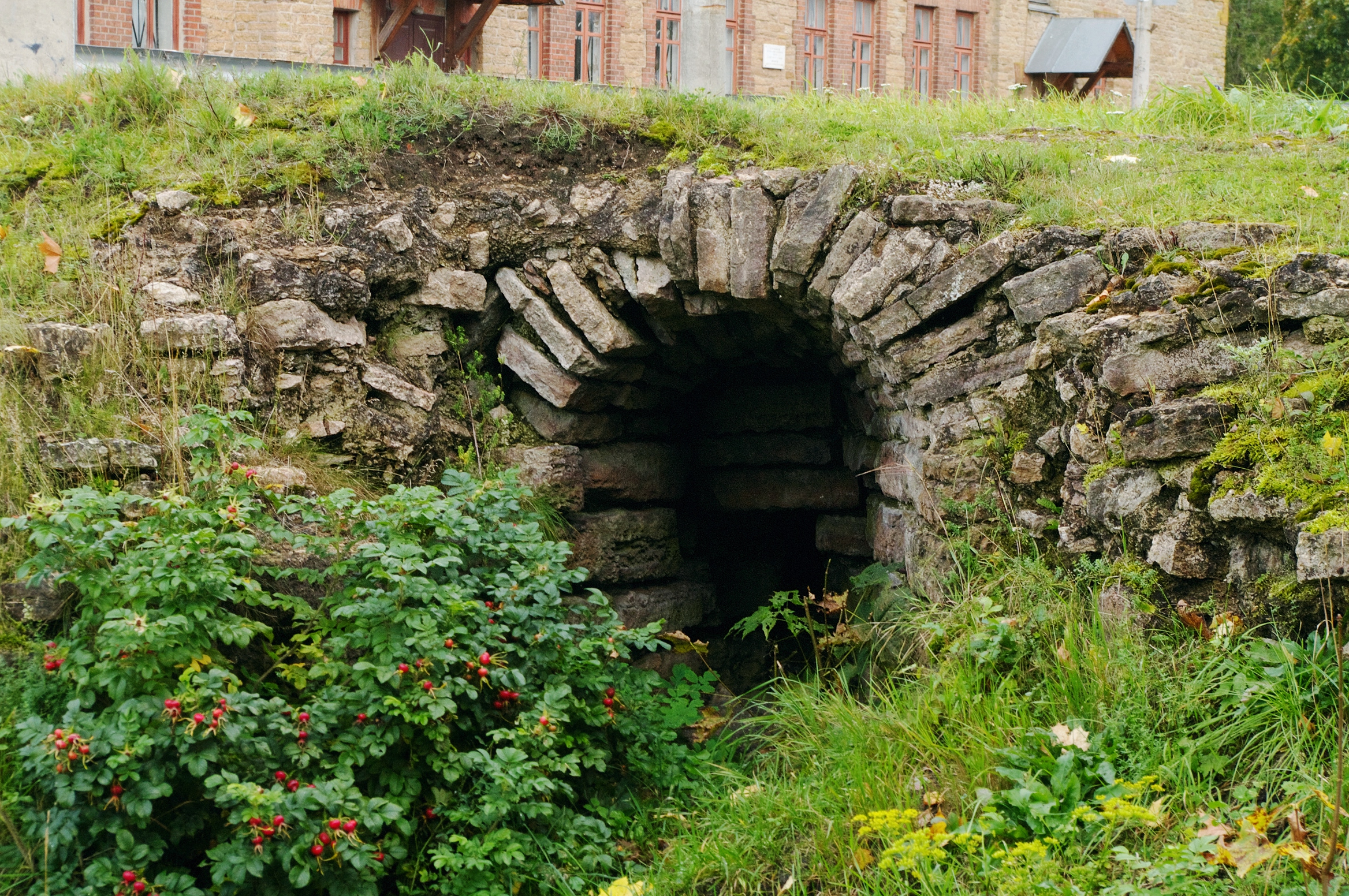
Часть основания башни детинца

Во второй четверти XVIII века в связи с отказом от статичных оборонительных пунктов Ямбургская крепость была разоружена. В ней продолжали размещаться различные военные службы (например, склады), но старинный детинец без должного ухода начал разрушаться. К 1760 году по указу Екатерины II Ямбург стал городом, и в нём начали перепланировку со сносом почти всех имевшихся построек, включая и крепость. Часть камня детинца в 1762 году была использована архитектором А. Ринальди для возведения Екатерининского собора. В 1781 году Екатерина II по дороге в Ревель обратила внимание на руины детинца и приказала разобрать их до основания ввиду ветхого состояния. Бастионы при этом не тронули, они частично были разобраны в конце XVIII века под строительство ситцевой фабрики.
В середине XIX века на территории крепости силами расквартированных в городе войск начали разбивать парк. Сначала этим была занят Иркутский 93-й пехотный полк, но в 1881 году он был переведён в Финляндию, на его место в 1883 был переведён Двинский 91-й пехотный полк, а в 1893 году его сменил Царицынский 146-й пехотный полк, который и завершил обустройство парка. По этой причине до революции парк называли «Сад 146-го Царицинского полка».
В 1909 году при строительстве здания Коммерческого училища южная часть территории крепости была разрыта для устройства фундамента, при этом строители обнаружили остатки южной башни, что вынудило их перенести постройку чуть севернее и дальше от берега Луги.

### Современное состояние

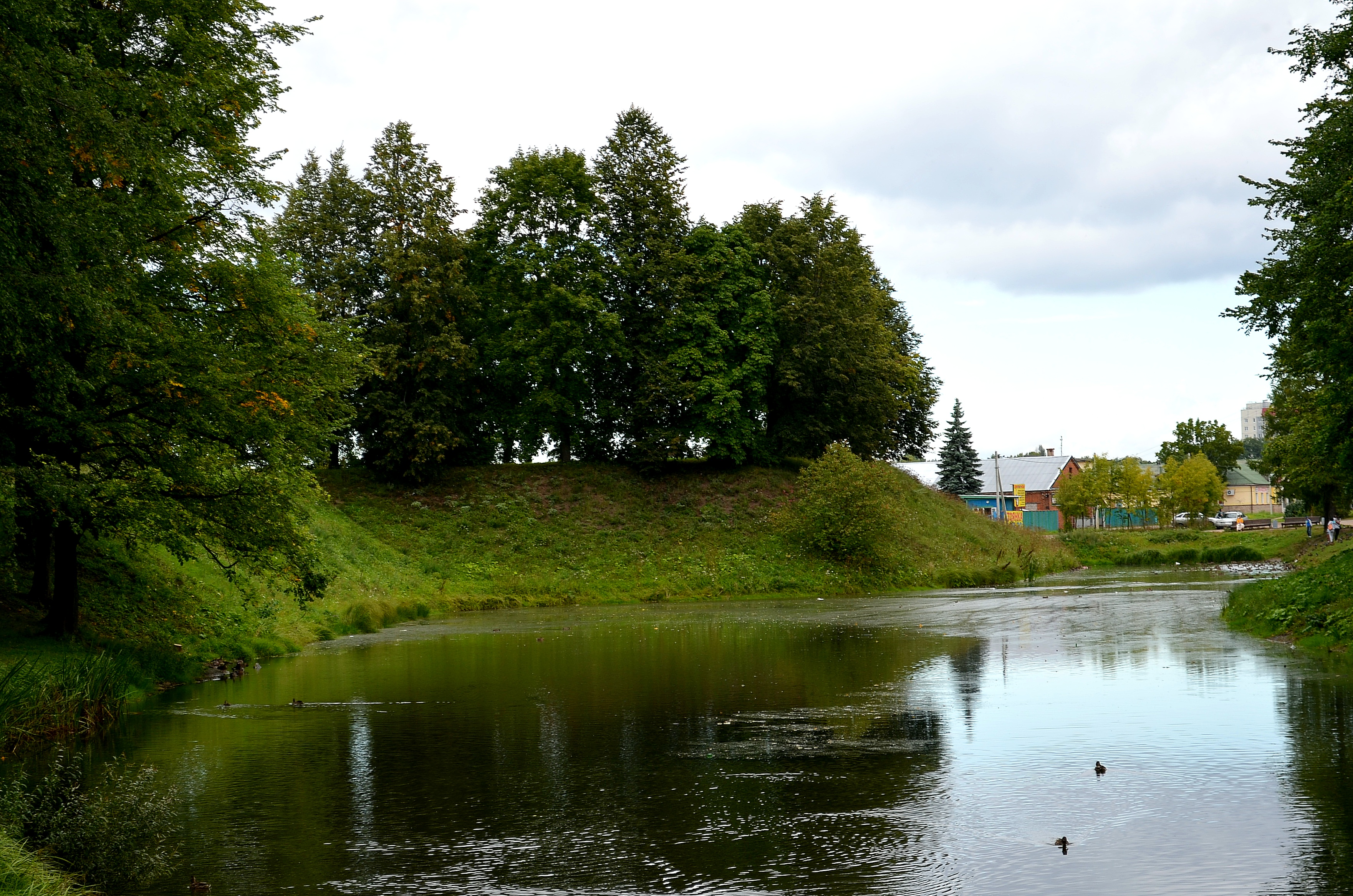
Пруд в парке — бывший восточный ров крепости

На месте крепостных сооружений разбит парк, называемый «Летний сад» (в советские годы назывался «Сад трудящихся», а в обиходе — «Тёмный сад»). В северной части парка явно различимы два бастиона с прилегающими частями куртин, в южной и восточной части парк благоустроен пешеходными дорожками и клумбами, все земляные укрепления срыты, а каменные — разрушены практически до основания при строительстве моста в 1926 году. Через место, где находился детинец, проходит автомобильная дорога Санкт-Петербург — Нарва, с северной стороны к дороге прилегает здание Коммерческого училища, где расположен краеведческий музей. С севера и юга контуры крепости обведены рвами, с востока — продолговатым прудом, имеющим сток в Лугу через северный ров. В некоторых местах имеются выходы каменной кладки на поверхность.
В советские годы в парке был кинотеатр с танцевальной площадкой, но после пожара он так и не был восстановлен. В юго-восточной оконечности парка в 1958 году был установлен памятник партизанам.
В 2017 году АО «Ростерминалуголь» общим решением взяло шефство над парком на территории бывшей крепости. С 24 июня по 25 августа 2019 года Ивангородским водоканалом была произведена очистка паркового пруда, в ходе которой из водоёма откачали воду, удалили донные отложения и заново наполнили пруд водой из Луги. После в него установили очистительную систему «Biolight Oloid Pyramide» с фонтаном, 10 миллионов рублей на которую выделило АО «Ростерминалуголь». В пруд также была выпущена молодь карпа и карася.
В июне 2022 года в Летнем саду установили несколько стеклянных щитов с изображениями утраченных фортификаций, при взгляде с определённой точки накладывающимися на существующий рельеф. Вдобавок появилась стела с указателями на различные объекты в парке и аудиогид на платформе «Изи Трэвэл». Этот проект был реализован сотрудниками краеведческого музея на средства Фонда президентских грантов.

## Архитектура

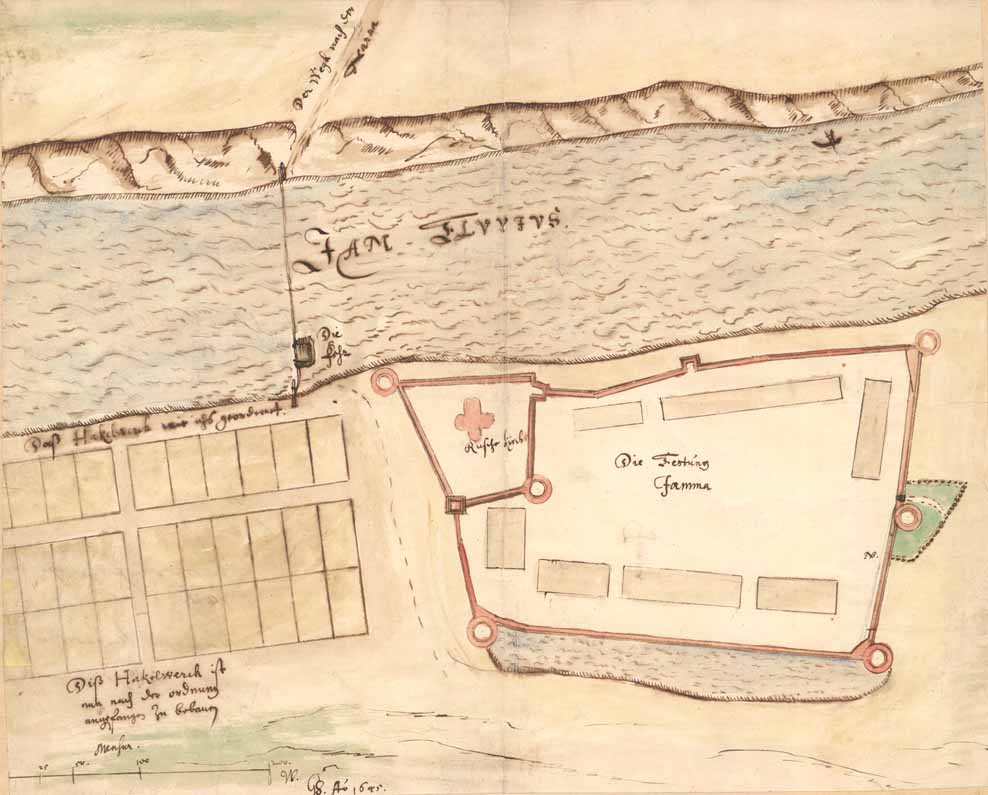
Шведский план крепости на 1645 год

Крепость была построена на высоком обрывистом берегу на внешней стороне излучины реки, что давало дополнительное препятствие для её штурма. С юга, востока и севера у стен крепости был вырыт ров, что вкупе с Лугой полностью окружало место крепости водой. Крепостное сооружение имело в плане форму трапеции, обращённой к реке длинным основанием, которое, вдобавок, было слегка вогнутым. Стены, сложенные из известняка, местами достигали толщины 4,5 метра. По углам находились 4 круглых башни, их дополняли прямоугольные башни в середине западной, северной и восточной стен, что давало возможность обороняющимся вести из башен перекрёстный огонь. В юго-западном углу располагался детинец, имеющий с основной крепостью общие ворота. Ворота, обращённые на запад, находились в двух смежных квадратных полубашнях, которые были сложены из крупнотёсанных известняковых блоков, скреплённых раствором. Проход имел ширину 2 и длину 17,5 метров и прерывался тремя воротами, а перед входом находилась яма, выложенная камнем, пересечь которую можно было только по подъёмному мосту.
Бастионная крепость в плане повторяла очертания старой и имела 4 бастиона по углам, связанных куртинами. В юго-западном углу, между южной и западной куртинами, располагался сохранённый детинец, западная стена и воротная башня которого замещали часть куртины и использовались для входа в крепость. Бастион, расположенный у подножия детинца был меньше остальных.

## Археология

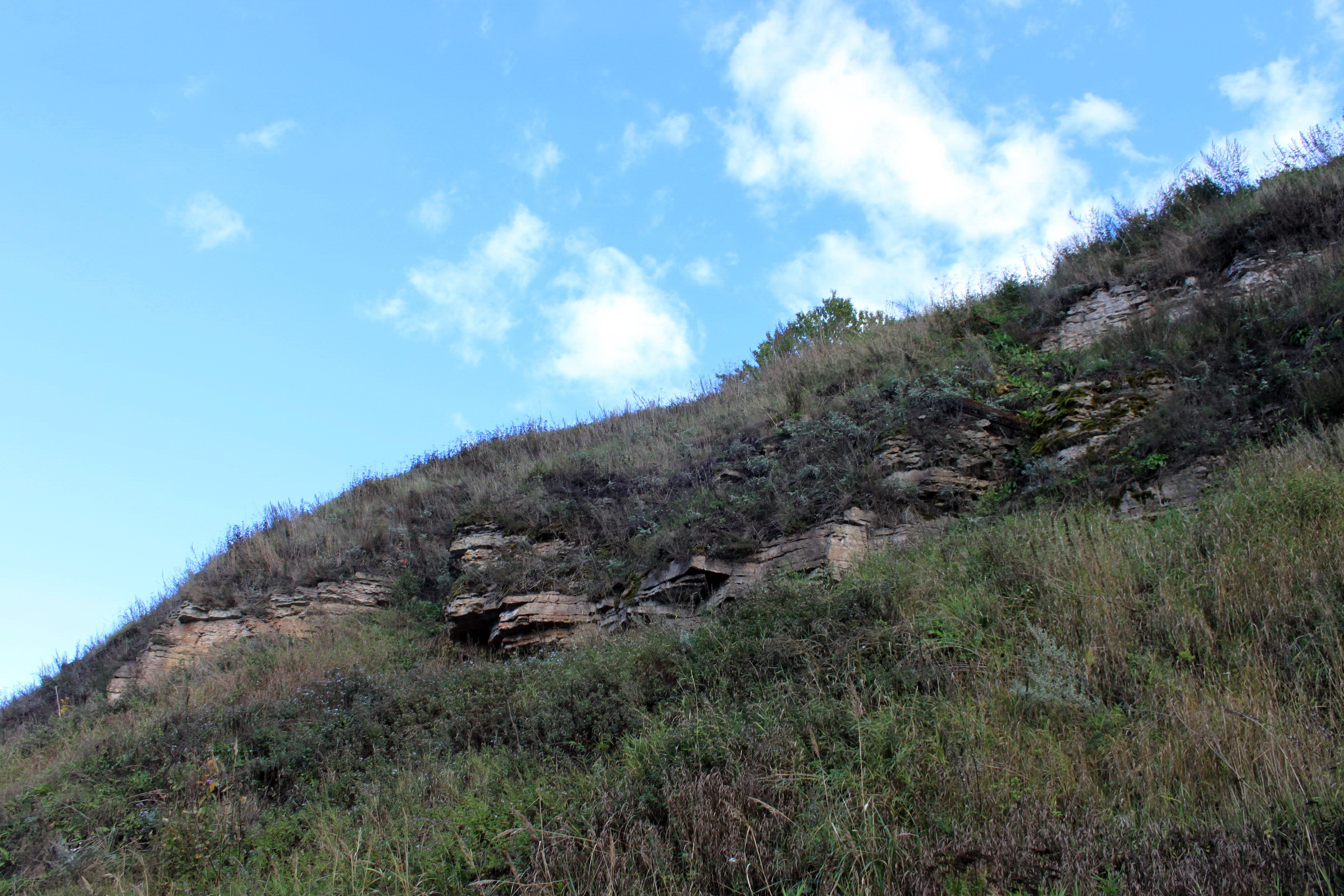
Остатки стен крепости на берегу Луги

Первые археологические изыскания на территории крепости были проведены в 1909 году, когда при строительстве здания Коммерческого училища строители обнаружили в земле кладку южной башни с амбразурой, направленной на восток. Тогда же была обнаружена юго-западная башня, остатки которой были практически полностью уничтожены в 1926 году при строительстве моста через Лугу. В 1950-х годах В. В. Косточкин на основании устройства бойницы южной башни сделал вывод, что она была построена в начале XVI века.
В 1971 году на территории крепости экспедицией ЛОИА АН СССР под руководством А. Н. Кирпичникова были проведены первые масштабные исследования. Было сделано 9 раскопов общей площадью 960 м². В восточной стороне городища была обнаружена стена шириной 4,5 м и высотой от основания 1,9 м, находившаяся прямо под дёрном и датированная концом XV — началом XVI века. В детинце и возле северной стены было обнаружено множество предметов, относящихся как к русскому населению XV—XVI веков, так и принадлежавших шведским солдатам XVII века. Единичные находки на территории крепости относились и к XIV—XV векам. Также в детинце были обнаружены остатки не упомянутого в письменных источниках одноапсидного храма с четырьмя столбами, отнесённого к XIV веку. В целом, археологические раскопки подтвердили высокую точность планов крепости 1680 года, хранившихся в Стокгольмском Королевском военном архиве. Также экспедиция установила, что в XVIII веке часть стен ансамбля крепости была разрушена (там, где позднее проложили дорогу до Нарвы). В 1974 году по итогам этих раскопок археологическая площадка «Крепость Ям» была взята под государственную охрану.
Проведённые в 2008 году раскопки были нацелены на изучение структуры бастионной крепости XVII века. В процессе была в числе прочего обнаружена труба водовода, уложенная на дно засыпанного северного рва, и шлюз, ведущий в неё из пруда, в который превратился восточный ров.
Часть найденных при раскопках артефактов передана в Кингисеппский краеведческий музей.